# Reichenowastrild
Reichenowastrild oder auch Reichenows Bergastrild (Cryptospiza reichenovii) ist eine Art aus der Familie der Prachtfinken. Die Art kommt in drei räumlich weit voneinander getrennten Populationen in Afrika vor.

## Beschreibung
Reichenowastrild erreicht eine Körperlänge von bis zu zwölf Zentimetern. Kennzeichnend für die Männchen ist der große, scharlachrote Fleck rings um das Auge, der sich bis zur Wurzel des Oberschnabels hinzieht. Der Oberkopf und der obere Rücken sind dunkel olivfarben. Die Schultern sowie der Hinterrücken sind karmesin- bis purpurrot. Die Körperunterseite ist olivfarben, die Unterschwanzdecken sind fast schwärzlich und bei einer Reihe von Individuen rötlich überwaschen. Die Augen sind dunkelbraun und haben einen roten Lidrand. Der Schnabel ist schwarz.
Den Weibchen des Reichenowastrilds fehlt der auffallende rote Augenfleck. Bei ihnen sind die Zügel sowie die Augenumgebung je nach Unterart gelblich bis blass olivfarben.

## Verbreitung und Lebensraum
Reichenowastrild kommt auf der Insel Bioko, in Südnigeria sowie auf dem Kamerunberg und in dem Gebirge im Nordwesten von Kamerun vor. Ein zweites Verbreitungsgebiet liegt im Nordwesten Angolas und ein drittes, größeres Verbreitungsgebiet im nordöstlichen Gebiet der Demokratischen Republik Kongo, Uganda, Tansania, Malawi, dem Osten Simbabwes und der daran angrenzenden Region im Westen Mosambiks.
Der Lebensraum des Reichenowastrilds sind dichte Bergwälder und gelegentlich auch verwildertes Kulturland in der Nähe der unteren Waldgrenze. Er besiedelt Heideland, Bergwald mit Baumfarmbeständen, Acanthaceen-Gestrüpp. Seine Höhenverbreitung liegt in Kamerun zwischen 900 und 2.000 Höhenmeter. Er kommt damit bis zur oberen Baumgrenze vor.

## Lebensweise
Reichenowastrilde sind versteckt lebende Prachtfinken. Sie halten sich in der Regel paarweise oder in kleinen Flügen von bis zu zehn Individuen im schützenden Dickicht auf. Sie sind gelegentlich mit Rotbrust-Samenknackern, Nonnenastrilden und Glanzelsterchen vergesellschaftet. Ihre Nahrung besteht aus Sämereien. Einen Hauptanteil haben Grassamen. Sie fressen jedoch auch die Samen von Pinus patula, einem im südlichen Afrika eingeführten Forstbaum.
Die Rufe sind zirpend und scharf zit. Der Gesang ist leise und variabel und erinnert sowohl an den des Grünen Tropfenastrilds als auch an den einer Unterart des Buntastrilds, nämlich Pytilia melba citerior. Der Gesang endet bei allen drei mit einem klagenden, zweisilbigen Pfeifmotiv. Bei der Balz umhüpft das Männchen das Weibchen, anders als Jacksons Bergastrild trägt Reichenowastrild dabei kein Nistmaterial im Schnabel.
Reichenowastrilde sind territorial und verteidigen ein Revier von einer Größe zwischen 0,8 und vier Hektar. Die Brutzeit variiert in Abhängigkeit vom Verbreitungsgebiet und liegt am Kamerunberg beispielsweise am Ausgang der Regenzeit. Die Paare nisten über Jahre im selben Gebiet und errichten ihre neuen Nester häufig in unmittelbarer Nähe ihrer alten Nester. Das Gelege umfasst drei bis fünf Eier. Beide Elternvögel brüten. Die Nestlinge werden 21 Tage nach dem Schlupf flügge und werden danach von dem Männchen weitere 10 bis zwölf Tage gefüttert. Einige der Jungvögel kehren in den ersten Tagen nach dem Ausfliegen nachts wieder in das Nest zurück. Anhand von beringten Vögeln konnte nachgewiesen werden, dass Reichenowastrild ein Lebensalter von mindestens vier bis fünf Jahren erreichen können.

## Haltung
Reichenowastrilde wurden vermutlich erstmals in den 1930er Jahren nach England importiert. Die ersten Exemplare kamen in den 1950er Jahren auch nach Deutschland. Sie gelten als sehr ansprechende und verträgliche Art, die auch mit anderen Prachtfinken gemeinsam gehalten werden kann. Obwohl sie inzwischen von einigen Liebhabern nachgezüchtet werden, stammen die meisten Vögel im Handel aus Importen.

## Belege

### Einzelbelege
1. ↑  Nicolai et al., S. 94.
2. ↑  Fry et al., S. 284.
3. ↑  Fry et al., S. 285.
4. ↑  Fry et al., S. 285.
5. ↑  Nicolai et al., S. 94 und S. 95.

### Weblink
- Cryptospiza reichenovii in der Roten Liste gefährdeter Arten der IUCN 2013.2. Eingestellt von: BirdLife International, 2012. Abgerufen am 5. Februar  2014.